# XVidCap
XVidCap és un programa que permet realitzar captures de vídeo de tot el que ocorre a l'escriptori per utilitzar-les amb finalitats pedagògiques, fer videotutorials o instruccions, etc.
És molt versàtil i senzill d'utilitzar, solament s'ha de triar la zona a capturar i polsar el botó. Té les funcions i controls justs, disposa de moltes opcions i ajustaments de qualitat, a més de la possibilitat d'escollir el tipus de format de vídeo, nombre de captures de diapositives per segon, el còdec de vídeo utilitzat...